# 마노핀
마노핀(Manoffin)은 MP대산에서 운영하는 수제머핀&커피 전문 브랜드이다. 머핀과 커피를 제공하며, 갤러리도 개최한다. 지하철 익스프레스 매장 32개, 미술 작품을 관람할 수 있는 갤러리 매장 3개, 지상 로드숍 및 백화점 매장 3개를 운영하고 있다.